# Luyag na Caboloan (Pangasinan)
Pangasinan,se refirió a los registros chinos como Feng-chia-hsi-lan (en chino tradicional, 馮嘉施蘭; pinyin, Féngjiāshīlán; pe̍h-ōe-jī, Pâng-ka-si-lân), era un soberano Filipinas precoloniales gobierno ubicado en la Golfo de Lingayen.

## Historia

### Registros Chinos
Los lugares en Pangasinan como el Golfo de Lingayen se mencionaron ya en 1225, cuando Lingayen, conocido como Li-ying-tung, había sido incluido en el "Chu Fan Chih" de Chao Ju-kua (Un relato de los diversos bárbaros) como uno de los lugares de comercio junto con Mai (Mindoro o Manila). La política de Pangasinan envió emisarios a China en 1406-1411.
Los emisarios informaron a los chinos de 3 líderes supremos sucesivos de Fengaschilan: Kamayin el 23 de septiembre de 1406, Taymey ("Caparazón de tortuga") y Liyli en 1408 y 1409 y el 11
En diciembre de 1411, el emperador ofreció al grupo de Pangasinan un banquete de estado.
En el siglo XVI, el asentamiento portuario de Agooen Pangasinan fue llamado el "Puerto de Japón" por los españoles. Los lugareños vestían prendas típicas de otros grupos étnicos marítimos del sudeste asiático, además de sedas japonesas y chinas. Incluso la gente común vestía prendas de algodón chino y japonés. También se ennegrecieron los dientes y les disgustaban los dientes blancos de los extranjeros, que se asemejaban a los de los animales. Utilizaron vasijas de porcelana típicas de los hogares japoneses y chinos. También se encontraron armas de pólvora de estilo japonés en batallas navales en el área. A cambio de estos bienes, los comerciantes de toda Asia vendrían a comerciar principalmente por oro y esclavos, pero también por pieles de venado, civetas y otros productos locales. Aparte de una red comercial notablemente más extensa con Japón y China, eran culturalmente similares a otros grupos de Luzón en el sur, especialmente el Kapampangans.

### Conquista Española
Limahong, un corsario chino y señor de la guerra, invadió brevemente la política después de su fracaso en la Batalla de Manila (1574). Luego estableció un enclave de wokou (piratas japoneses y chinos) en Pangasinan. Sin embargo, el Juan de Salcedo nacido en México y su fuerza de Tagalo, Visayan y Latino soldados luego asaltaron y destruyeron al pirata- y luego incorporó al pueblo Pangasinan y su política en las Indias Orientales Españolas del Imperio Español.